# Autochloris collocata
Autochloris collocata là một loài bướm đêm thuộc phân họ Arctiinae, họ Erebidae.